# Glenwood (Alabama)
Glenwood is een plaats (town) in de Amerikaanse staat Alabama, en valt bestuurlijk gezien onder Crenshaw County.

## Demografie
Bij de volkstelling in 2000 werd het aantal inwoners vastgesteld op 191.
In 2006 is het aantal inwoners door het United States Census Bureau geschat op 192, een stijging van 1 (0,5%).

## Geografie
Volgens het United States Census Bureau beslaat de plaats een oppervlakte van
1,9 km², geheel bestaande uit land. Glenwood ligt op ongeveer 92 m boven zeeniveau.

## Plaatsen in de nabije omgeving
De onderstaande figuur toont de plaatsen in een straal van 32 km rond Glenwood.